# Trichipteris flava
Trichipteris flava là một loài dương xỉ trong họ Cyatheaceae. Loài này được R.M. Tryon mô tả khoa học đầu tiên năm 1989.
Danh pháp khoa học của loài này chưa được làm sáng tỏ. 